# یوزو کوشیرو
یوزو کوشیرو (古代 祐 三، Koshiro Yūzō، متولد ۱۲ دسامبر ۱۹۶۷ در هینو، توکیو) آهنگساز ژاپنی و مدیر شرکت توسعه بازی Ancient است. او اغلب به عنوان یکی از تأثیرگذارترین نوآوران در موسیقی چیپ تیون و تولید موسیقی بازی‌های ویدیویی در تعدادی از ژانرها، از جمله ژانرهای مختلف الکترونیکی (مانند بریک‌بیت، الکترو، هاردکور، هاوس، جانگل، تکنو و ترنس)، تجربی، سمفونیک، هیپ هاپ، جاز و الکترونیک راک شناخته می‌شود.
کوشیرو به عنوان خالق برخی از به یادماندنی‌ترین موسیقی بازی‌های دهه‌های ۱۹۸۰ و ۱۹۹۰ نام برده شده‌است. او همکاریهای با نیهون فالکام در مجموعه بازی‌های قاتل اژدها و YS داشته‌است؛ همچنین با مجموعه سگا در بازی‌های انتقام شینوبی و سری بازی‌های شورش در شهر همکاری داشته‌است. به اعتقاد برخی، موسیقی متن بازی شورش در شهر فراتر از زمان خود است. همچنین نفوذ او به صنعت موسیقی‌های محبوب، به ویژه در موسیقی رقص الکترونیکی و جوامع چیپ تیون گسترش یافته‌است.

## اوایل زندگی
یوزو کوشیرو در ۱۲ دسامبر ۱۹۶۷ در توکیو متولد شد. مادر او، تومو کوشیرو، پیانیست بود. او در سه سالگی نحوه نواختن پیانو را به او آموخت و تا پنج سالگی، او تسلط کافی بر آن داشت. در سال ۱۹۷۵، او شروع به یادگرفتن دروس موسیقی از آهنگساز مشهور فیلم جو هیسایشی (که بعداً با موسیقی متن فیلم‌های هایائو میازاکی معروف شد) کرد و به مدت سه سال با او درس آموخت. مابقی آموخته‌های او بصورت خود آموز بود.
در حالی که او در اوایل دهه ۱۹۸۰ هنوز در دبیرستان بود، کوشیرو برای سرگرمی، شروع به ساخت موسیقی بر روی کامپیوتر سری پی‌سی-۸۸۰۰ کرد، از جمله ساخت ماکت‌های موسیقی بازی اولیه از شرکت‌های نامکو،  کونامی و سگا. مهارت‌های متوالی و تجربیاتی که از این طریق کسب کرد، بعداً در پروژه‌های اولیه بازی‌های ویدیویی وی استفاده شد. بازی‌های ویدئویی که بیشترین تأثیر را در او داشت، برج دروگا (۱۹۸۴)، ناو فضایی (۱۹۸۵) و گرادیوس (۱۹۸۵) بود. موسیقی متن بازی‌های ویدیویی برای این بازی‌ها او را ترغیب کرد که به آهنگساز بازی‌های ویدیویی تبدیل شود.
کوشیرو در مصاحبه ای در سال ۱۹۹۲ گفت که ژانرهای موسیقی مورد علاقه او موج نو، موسیقی رقص، تکنوپاپ، کلاسیک و هارد راک است و گروه‌های موسیقی غربی او «ون هالن» و «سول II سول» هستند.

## حرفه

### نیهون فالکام (۱۹۸۶–۱۹۸۸)
اولین کار آهنگسازی کوشیرو با نیهون فالکام در سال ۱۹۸۶ در سن ۱۸ سالگی بود. فالکام از ترکیبات نوار کامپیوتر PC-8801 که آنها را در بازی اکشن Dragon Slayer برای Xanadu Scenario II ارسال کرده بود، برای موضوع آغازین استفاده کرد. او همچنین آهنگ افتتاحیه آن را در همان سال در رومانسیه نوشت. آهنگسازی‌های او برای این بازی‌های اولیه تحت تأثیر موسیقی بازی و گروه‌های ژاپنی مانند The Alfee قرار گرفت. وی سپس موسیقی متن فیلم Dragon Slayer IV / Legacy of the Wizard (1987) را تولید کرد که تحت تأثیر اصوات بازی‌های اولیه کونامی قرار گرفت. مشهورترین آثار وی در فالکام، موسیقی متن وی برای Sorcerian (1987) و بازی‌های اولیه Ys , Ys I (1987) و Ys II (1988) است. این تولیدات اولیه موسیقی عمدتاً شامل موسیقی راک و فیوژن بود. نسخه‌های TurboGrafx-CD سه بازی اول Ys (از ۱۹۸۹ تا ۱۹۹۱) به دلیل استفاده زودهنگام از استانداردهای سی‌دی صوتی در بازی‌های ویدیویی قابل توجه هستند. موسیقی بازی‌های Ys نیز در انیمیشن Ys استفاده شده‌است.
همه این موسیقی متن‌های اولیه با استفاده از تراشه صدای سنتز FM PC-8801 تولید شده‌اند. علی‌رغم پیشرفت‌های بعدی در فناوری صوتی، کوشیرو همچنان برای تولید بسیاری از موسیقی متن‌های بعدی بازی ویدیویی خود، از جمله آهنگ‌های موسیقی شورش در شهر (Streets Of Rage) و Etrian Odyssey، از سخت‌افزار قدیمی PC-8801 استفاده می‌کند. موسیقی متن او برای بازی‌های اولیه نیهون فالکام ، مانند سری Dragon Slayer و Ys، به عنوان تأثیرگذارترین امتیازهای بازی‌های ویدیویی نقش آفرینی شناخته می‌شود.

### تأسیس شرکت Ancient در سال (۱۹۹۰–۱۹۹۴)
در سال ۱۹۹۰، کوشیرو به تأسیس شرکت Ancient کمک کرد، که به توسعه تعدادی بازی مانند نسخه ۸ بیتی Sonic the Hedgehog و Beyond Oasis کمک کرد. این شرکت همچنین توسط مادر او، تومو کوشیرو تأسیس شد، در حالی که خواهرش آیانو کوشیرو به عنوان طراح هنری / شخصیت / گرافیک در این شرکت کار می‌کند و همچنین طراح هنر بازی‌های ActRaiser بود. خواهرش آیانو شخصیت‌ها و گرافیک‌هایی را برای چندین بازی که Koshiro روی آنها کار کرده‌است، از جمله مجموعه‌های شورش در شهر (Streets Of Rage) (معروف به Bare Knuckle در ژاپن)، Ys و ActRaiser.
وی در حالی که با Ancient کار می‌کرد، موسیقی متن نسخه ۸ بیتی Sonic the Hedgehog را در سال ۱۹۹۱ ساخت. وی چندین قطعه موسیقی را از نسخه ۱۶ بیتی اصلی برگرفت، در حالی که مابقی موسیقی متن را موسیقی اصلی وی تشکیل می‌داد.
موسیقی متن او برای بازی شورش در شهر (Streets Of Rage) (معروف به Bare Knuckle در ژاپن) از ۱۹۹۱ تا ۱۹۹۴ با استفاده از سخت‌افزار منسوخ شده PC-8801 در کنار زبان برنامه‌نویسی صوتی ساخته شده‌است. به گفته کوشیرو: «برای Bare Knuckle من از PC88 و یک زبان برنامه‌نویسی اصلی که خودم ایجاد کردم استفاده کردم. نسخه اصلی MML , Music Macro Language نام داشت. این برنامه براساس برنامه BASIC NEC است، اما من آن را به شدت اصلاح کردم. در ابتدا زبان سبک بود، اما من آن را اصلاح کردم تا چیزی شبیه به اسمبل باشد. من آن را «عشق موسیقی» صدا کردم. من از آن برای همه بازیهای Bare Knuckle استفاده کردم.»
موسیقی متن شورش در شهر (Streets Of Rage) (1991) و شورش در شهر 2 (Streets Of Rage 2) (۱۹۹۲) تحت تأثیر هاوس، تکنو، تکنو هاردکور، breakbeat، موسیقی فانک و فولک معاصر (ethnic) قرار گرفتند. وی همچنین تلاش کرد تا با استفاده از FM synthesis (که به موجب آن فرکانس شکل موج با تعدیل فرکانس آن با یک تعدیل کننده تغییر می‌کند)، ضربات Roland TR-808 و TR-909 و مصنوعات Roland TB-303 را تولید کند. موسیقی متن فیلم شورش در شهر 2 (Streets Of Rage 2) به صورت «انقلابی» و زودتر از زمان خود در نظر گرفته شده‌است.
موسیقی متن CD وی در اوایل دهه ۱۹۹۰ پرفروش‌ترین در ژاپن شد. در سال ۱۹۹۳، Electronic Games دو بازی اول شورش در شهر (Streets Of Rage) را به عنوان بهترین موسیقی متن‌های موسیقی بازی ویدیویی که «شنیده‌اند» ذکر کرد. آنها کوشیرو را به عنوان «تقریباً با استعدادترین آهنگساز که در حال حاضر در زمینه بازی‌های ویدیویی کار می‌کند» شناخته‌اند.
وی برای موسیقی متن فیلم شورش در شهر 3 (Streets Of Rage 3) (۱۹۹۴)، روش جدیدی را به نام «سیستم آهنگسازی خودکار» ایجاد کرد تا «تکنو سریع مانند جانگل» را تولید کند. این پیشرفته‌ترین تکنیک فنی آن زمان بود، شامل توالی‌های کاملاً تصادفی که منجر به صداهای ابتکاری و آزمایشی به‌طور خودکار تولید می‌شد که به گفته کوشیرو، «شما معمولاً هرگز نمی‌توانستید متوجه آن شوید.» این روش در آن زمان بسیار نادر بود، اما از آن زمان در میان تولیدکنندگان موسیقی تکنو و ترنس برای دریافت «صداهای غیرمنتظره و عجیب» رایج شده‌است. موسیقی الکترونیکی آزمایشی پس از انتشار خیلی مورد استقبال قرار نگرفت، اما از آن زمان به نظر می‌رسد که از زمان خود جلوتر است. طبق مجله «Mean Machines»، «قبل از دوره «موسیقی ترنس» بود که انتشار یافت.
کوشیرو یکی از اولین آهنگسازانی است که «با نام واقعی خود» در زمانی اعتبار یافت که چندین سازنده ژاپنی دیگر با «نام‌های مستعار» اعتبار گرفتند.

### دیگر آثار (۱۹۹۴–تاکنون)
همچنین در سال ۱۹۹۴، Koshiro ساخت موسیقی متن شناخته شده‌ای را برای نسخه Mega-CD Eye of the Beholder، یک بازی ویدئویی نقش آفرینی که از نسخه اصلی توسط توسعه دهنده ژاپنی Opera House منتقل شده و توسط سگا منتشر شده‌است، تهیه کرد. در همان سال، موسیقی متن او برای Beyond Oasis از سبک موسیقی late romantic استفاده کرد، که بعداً برای Legend of Oasis (1996)، Merregnon (2000) و Warriors of the Lost Empire (2007) نیز استفاده کرد.
او همچنین موسیقی متن Sega's Shenmue (1999) را در کنار Takenobu Mitsuyoshi و چند نفر دیگر ساخت و کوشیرو با پانزده ترکیب اصلی در موسیقی متن همکاری کرد. سه کارمند دیگر Ancient نیز در Shenmue کار می‌کردند. وی بعداً موسیقی متن سریال‌های نیمه شب Wangan (2001 به بعد) و Namco × Capcom (2005) را ساخت. اینها اولین پروژه‌هایی بودند که وی اشعار را همراه با موسیقی نوشت. به ویژه برای سریال Wangan Midnight، ساخته‌های او بیشتر موسیقی ترنس بود، سبکی که قبلاً با آن آشنایی نداشت.
او مضمون اصلی کانال تلویزیونی Nolife فرانسه را ساخت که در سال ۲۰۰۷ راه اندازی شد. این مضمون به عنوان بخشی از آلبوم Tamiuta در سال ۲۰۰۸ منتشر شد. برخی از جدیدترین کارهای کوشیرو شامل موسیقی برای سریال‌های اترین ادیسه، مجموعه نیمه شب وانگان و سری هفتم اژدها است. او همچنین به همراه کاواشیما و چندین نفر دیگر برای آهنگسازی در شورش در شهر ۴ در سال ۲۰۲۰ مجدداً درخشید.

## اجراها
| سال  | محل اجرا                                                           | بازی‌های انجام شده | نقش                                 |
| ---- | ------------------------------------------------------------------ | --- | ----------------------------------- |
| ۲۰۰۴ | Symphonic Game Music Concert, Gewandhaus                           | ActRaiser Medley | تنظیم کننده                         |
| ۲۰۰۵ | Chamber Music Game Concert, Gewandhaus                             | ActRaiser Medley | تنظیم کننده                         |
| ۲۰۰۶ | Play! A Video Game Symphony, Rosemont Theater                      | Sonic the Hedgehog | تنظیم کننده                         |
| ۲۰۰۶ | Symphonic Game Music Concert, Gewandhaus                           | The Revenge of Shinobi | تنظیم کننده                         |
| ۲۰۰۷ | Play! A Video Game Symphony, Stockholm                             | The Revenge of Shinobi | تنظیم کننده                         |
| ۲۰۰۷ | Play! A Video Game Symphony, Prague                                | The Revenge of Shinobi | تنظیم کننده                         |
| ۲۰۰۷ | Play! A Video Game Symphony, Singapore                             | - Wangan Midnight - شورش در شهر (Streets Of Rage)                                                                            | Disc jockey                         |
| ۲۰۰۷ | Symphonic Game Music Concert, Gewandhaus                           | New Super Mario Bros. | تنظیم کننده                         |
| ۲۰۰۸ | Symphonic Shades – Hülsbeck in Concert                             | Jim Power in Mutant Planet                                                                                                   |                                     |
| ۲۰۱۳ | MAGFest                                                            | - ActRaiser - Wangan Midnight - شورش در شهر (Streets Of Rage) - The Revenge of Shinobi                                       | Disc jockey                         |
| ۲۰۱۷ | Diggin' In The Carts - World Tour, The Regent Theatre, Los Angeles | - شورش در شهر (Streets Of Rage) - شورش در شهر (Streets Of Rage) 2 - شورش در شهر (Streets Of Rage) 3 - The Revenge of Shinobi | Disc jockey with Motohiro Kawashima |
| ۲۰۱۷ | Diggin' In The Carts - World Tour, Liquidroom, Tokyo               | - شورش در شهر (Streets Of Rage) - شورش در شهر (Streets Of Rage) 2 - شورش در شهر (Streets Of Rage) 3 - The Revenge of Shinobi | Disc jockey with Motohiro Kawashima |
| ۲۰۱۷ | Diggin' In The Carts - World Tour, fabric, London                  | - شورش در شهر (Streets Of Rage) - شورش در شهر (Streets Of Rage) 2 - شورش در شهر (Streets Of Rage) 3 - The Revenge of Shinobi | Disc jockey with Motohiro Kawashima |
| ۲۰۱۸ | Diggin' In The Carts, La Gaîté Lyrique, Paris                      | - شورش در شهر (Streets Of Rage) - شورش در شهر (Streets Of Rage) 2 - شورش در شهر (Streets Of Rage) 3 - The Revenge of Shinobi | Disc jockey with Motohiro Kawashima |

## آثار
همه آثار ذکر شده در زیر فقط توسط Koshiro ساخته شده‌اند، مگر اینکه خلاف آن ذکر شده باشد
| سال  | عنوان                                               | نوتها                                                                                        |
| ---- | --------------------------------------------------- | -------------------------------------------------------------------------------------------- |
| ۱۹۸۶ | Xanadu Scenario II                                  | with Takahito Abe                                                                            |
| ۱۹۸۶ | Romancia                                            | آهنگساز مضمون ابتدایی                                                                        |
| ۱۹۸۷ | Ys I: Ancient Ys Vanished                           | with Mieko Ishikawa                                                                          |
| ۱۹۸۷ | Legacy of the Wizard                                | with Mieko Ishikawa                                                                          |
| ۱۹۸۷ | Space Harrier                                       | sound effects for the X68000 version                                                         |
| ۱۹۸۷ | Sorcerian                                           | with several others                                                                          |
| ۱۹۸۷ | Ojousama Club                                       | with several others                                                                          |
| ۱۹۸۷ | Dark Storm: Demon Crystal                           |                                                                                              |
| ۱۹۸۷ | The Gate of Labyrinth                               |                                                                                              |
| ۱۹۸۸ | Ys II: Ancient Ys Vanished – The Final Chapter      | with Mieko Ishikawa and Hideya Nagata                                                        |
| ۱۹۸۸ | The Scheme                                          |                                                                                              |
| ۱۹۸۸ | The Return of Ishtar                                | MSX version                                                                                  |
| ۱۹۸۸ | The Curse of Mars                                   |                                                                                              |
| ۱۹۸۹ | Wanderers from Super Scheme                         |                                                                                              |
| ۱۹۸۹ | Algarna                                             |                                                                                              |
| ۱۹۸۹ | The Revenge of Shinobi                              |                                                                                              |
| ۱۹۸۹ | Bosconian                                           | X68000 version with Hideya Nagata                                                            |
| ۱۹۹۰ | Misty Blue                                          |                                                                                              |
| ۱۹۹۰ | ActRaiser                                           |                                                                                              |
| ۱۹۹۰ | Thrice                                              |                                                                                              |
| ۱۹۹۱ | The G.G. Shinobi                                    |                                                                                              |
| ۱۹۹۱ | شورش در شهر (Streets Of Rage)                       |                                                                                              |
| ۱۹۹۱ | Sonic the Hedgehog                                  | 8-bit version                                                                                |
| ۱۹۹۱ | Star Wars: Attack on the Death Star                 | arrangements                                                                                 |
| ۱۹۹۲ | Super Adventure Island                              |                                                                                              |
| ۱۹۹۲ | Eye of the Beholder                                 | PC-98 version with Yuji Yamada                                                               |
| ۱۹۹۲ | Gage                                                | with Ayako Yoda                                                                              |
| ۱۹۹۲ | Batman Returns                                      | sound management on the 8-bit versions                                                       |
| ۱۹۹۲ | The G.G. Shinobi II: The Silent Fury                | with Motohiro Kawashima                                                                      |
| ۱۹۹۲ | شورش در شهر (Streets Of Rage) 2                     | with Motohiro Kawashima                                                                      |
| ۱۹۹۳ | Slap Fight MD                                       |                                                                                              |
| ۱۹۹۳ | ActRaiser 2                                         |                                                                                              |
| ۱۹۹۴ | شورش در شهر (Streets Of Rage) 3                     | with Motohiro Kawashima                                                                      |
| ۱۹۹۴ | Eye of the Beholder                                 | Sega CD version with Motohiro Kawashima                                                      |
| ۱۹۹۴ | Robotrek                                            | sound producer                                                                               |
| ۱۹۹۴ | Beyond Oasis                                        |                                                                                              |
| ۱۹۹۵ | Miracle Casino Paradise                             |                                                                                              |
| ۱۹۹۵ | Manji Psy Yuuki                                     | with Motohiro Kawashima                                                                      |
| ۱۹۹۶ | Zork I: The Great Underground Empire                | PlayStation version with Motohiro Kawashima                                                  |
| ۱۹۹۶ | The Legend of Oasis                                 |                                                                                              |
| ۱۹۹۶ | Vatlva                                              | with Motohiro Kawashima                                                                      |
| ۱۹۹۷ | Culdcept                                            | with Takeshi Yanagawa                                                                        |
| ۱۹۹۸ | Fox Junction                                        | with Motohiro Kawashima and Ryuji Iuchi                                                      |
| ۱۹۹۹ | Shenmue                                             | with several others                                                                          |
| ۲۰۰۱ | Wangan Midnight Maximum Tune                        |                                                                                              |
| ۲۰۰۱ | Shenmue II                                          | with several others                                                                          |
| ۲۰۰۱ | Car Battler Joe                                     | with Tomonori Hayashibe                                                                      |
| ۲۰۰۴ | Amazing Island                                      | with Motohiro Kawashima                                                                      |
| ۲۰۰۴ | Wangan Midnight Maximum Tune                        |                                                                                              |
| ۲۰۰۴ | Dokapon the World                                   |                                                                                              |
| ۲۰۰۵ | Wangan Midnight Maximum Tune 2                      |                                                                                              |
| ۲۰۰۵ | Namco × Capcom                                      | with several others                                                                          |
| ۲۰۰۵ | Dance Dance Revolution Extreme 2                    | composed "You gotta move it"                                                                 |
| ۲۰۰۶ | Ueki no Housoku                                     | with Motohiro Kawashima and Takeshi Yanagawa                                                 |
| ۲۰۰۶ | Castlevania: Portrait of Ruin                       | with Michiru Yamane                                                                          |
| ۲۰۰۷ | Etrian Odyssey                                      |                                                                                              |
| ۲۰۰۷ | Wangan Midnight Maximum Tune 3                      |                                                                                              |
| ۲۰۰۷ | Katekyo Hitman Reborn! Dream Hyper Battle!          | with Motohiro Kawashima and Takeshi Yanagawa                                                 |
| ۲۰۰۷ | Warriors of the Lost Empire                         |                                                                                              |
| ۲۰۰۸ | Super Smash Bros. Brawl                             | arrangement of "Main Theme" (The Legend of Zelda) and "Norfair" (Metroid)                    |
| ۲۰۰۸ | Etrian Odyssey II                                   |                                                                                              |
| ۲۰۰۸ | Wangan Midnight Maximum Tune 3 DX                   |                                                                                              |
| ۲۰۰۹ | 7th Dragon                                          |                                                                                              |
| ۲۰۰۹ | Half-Minute Hero                                    | with several others                                                                          |
| ۲۰۱۰ | Dragon Ball Online                                  |                                                                                              |
| ۲۰۱۰ | Etrian Odyssey III                                  |                                                                                              |
| ۲۰۱۰ | Protect Me Knight                                   |                                                                                              |
| ۲۰۱۰ | Jaseiken Necromancer: Nightmare Reborn              | with Takeshi Yanagawa                                                                        |
| ۲۰۱۰ | Criminal Girls                                      | with several others                                                                          |
| ۲۰۱۰ | Dead Heat                                           | with Motohiro Kawashima                                                                      |
| ۲۰۱۱ | 7th Dragon ۲۰۲۰                                     |                                                                                              |
| ۲۰۱۱ | Wangan Midnight Maximum Tune 4                      |                                                                                              |
| ۲۰۱۲ | Kid Icarus: Uprising                                | with Motoi Sakuraba, Masafumi Takada, Noriyuki Iwadare, Takahiro Nishi, and Yasunori Mitsuda |
| ۲۰۱۲ | Etrian Odyssey IV                                   |                                                                                              |
| ۲۰۱۲ | Layton Brothers: Mystery Room                       | with Takeshi Yanagawa                                                                        |
| ۲۰۱۲ | Time and Eternity                                   | with Takeshi Yanagawa                                                                        |
| ۲۰۱۳ | 7th Dragon 2020-II                                  |                                                                                              |
| ۲۰۱۳ | Etrian Odyssey Untold: The Millennium Girl          |                                                                                              |
| ۲۰۱۳ | Drift Spirits                                       |                                                                                              |
| ۲۰۱۳ | Momoiro Billionaire!                                | with Motohiro Kawashima                                                                      |
| ۲۰۱۴ | Wangan Midnight Maximum Tune 5                      |                                                                                              |
| ۲۰۱۴ | Persona Q: Shadow of the Labyrinth                  | composed "Disturbances - The One Called from Beyond"                                         |
| ۲۰۱۴ | Gotta Protectors                                    | with Hisayoshi Ogura, Motoaki Furukawa, Shinji Hosoe, and Hiroshi Kawaguchi                  |
| ۲۰۱۴ | Super Smash Bros. for Nintendo 3DS and Wii U        | arrangements                                                                                 |
| ۲۰۱۴ | Etrian Odyssey 2 Untold: The Fafnir Knight          |                                                                                              |
| ۲۰۱۵ | Etrian Mystery Dungeon                              | with Takeshi Yanagawa                                                                        |
| ۲۰۱۵ | Chunithm                                            | composed "Grab your sword"                                                                   |
| ۲۰۱۵ | 7th Dragon III Code: VFD                            |                                                                                              |
| ۲۰۱۵ | Project X Zone 2                                    | composed the main theme                                                                      |
| ۲۰۱۵ | Wangan Midnight Maximum Tune 5 DX                   |                                                                                              |
| ۲۰۱۶ | Cosmic Cavern 3671                                  |                                                                                              |
| ۲۰۱۶ | Puzzle & Dragons X                                  | with Kenji Ito, Akira Yamaoka, and Keigo Ozaki                                               |
| ۲۰۱۶ | Etrian Odyssey V                                    |                                                                                              |
| ۲۰۱۷ | Etrian Mystery Dungeon 2                            |                                                                                              |
| ۲۰۱۷ | RXN -Raijin-                                        | with several others                                                                          |
| ۲۰۱۸ | Secret of Mana                                      | arrangements with several others                                                             |
| ۲۰۱۸ | Crystal of Re:union                                 |                                                                                              |
| ۲۰۱۸ | Chrono Ma:Gia                                       |                                                                                              |
| ۲۰۱۸ | Wangan Midnight Maximum Tune 6                      |                                                                                              |
| ۲۰۱۸ | Etrian Odyssey Nexus                                |                                                                                              |
| ۲۰۱۸ | Monster Boy and the Cursed Kingdom                  | with Motoi Sakuraba, Michiru Yamane, Keiki Kobayashi, and Takeshi Yanagawa                   |
| ۲۰۱۸ | Super Smash Bros. Ultimate                          | arrangements                                                                                 |
| ۲۰۱۹ | 16bit Rhythm Land                                   | with several others                                                                          |
| ۲۰۱۹ | 198X                                                | with Anton Dromberg and Daniel Rosenqvist                                                    |
| ۲۰۱۹ | SolSeraph                                           | composed the main theme                                                                      |
| ۲۰۱۹ | Arcalast                                            | battle music                                                                                 |
| ۲۰۱۹ | Sega Genesis Mini                                   | dedicated console, Koshiro composed the menu music                                           |
| ۲۰۱۹ | Susume!! Mamotte Knight: Hime no Totsugeki Serenade |                                                                                              |
| ۲۰۱۹ | The Takeover                                        | with James Ronald                                                                            |
| ۲۰۱۹ | Rakugaki Kingdom                                    | composed "Sunny Days Battle"                                                                 |
| ۲۰۲۰ | Gibiate                                             | anime                                                                                        |
| ۲۰۲۰ | شورش در شهر ۴ (شورش در شهر (Streets Of Rage) 4)     | with several others                                                                          |
| ۲۰۲۰ | The Wonderful 101: Remastered                       | arrangements with several others                                                             |
| ۲۰۲۰ | Koroneraiser Inu-More!                              | theme music for Korone Inugami of Hololive                                                   |